# 클레이스테네스

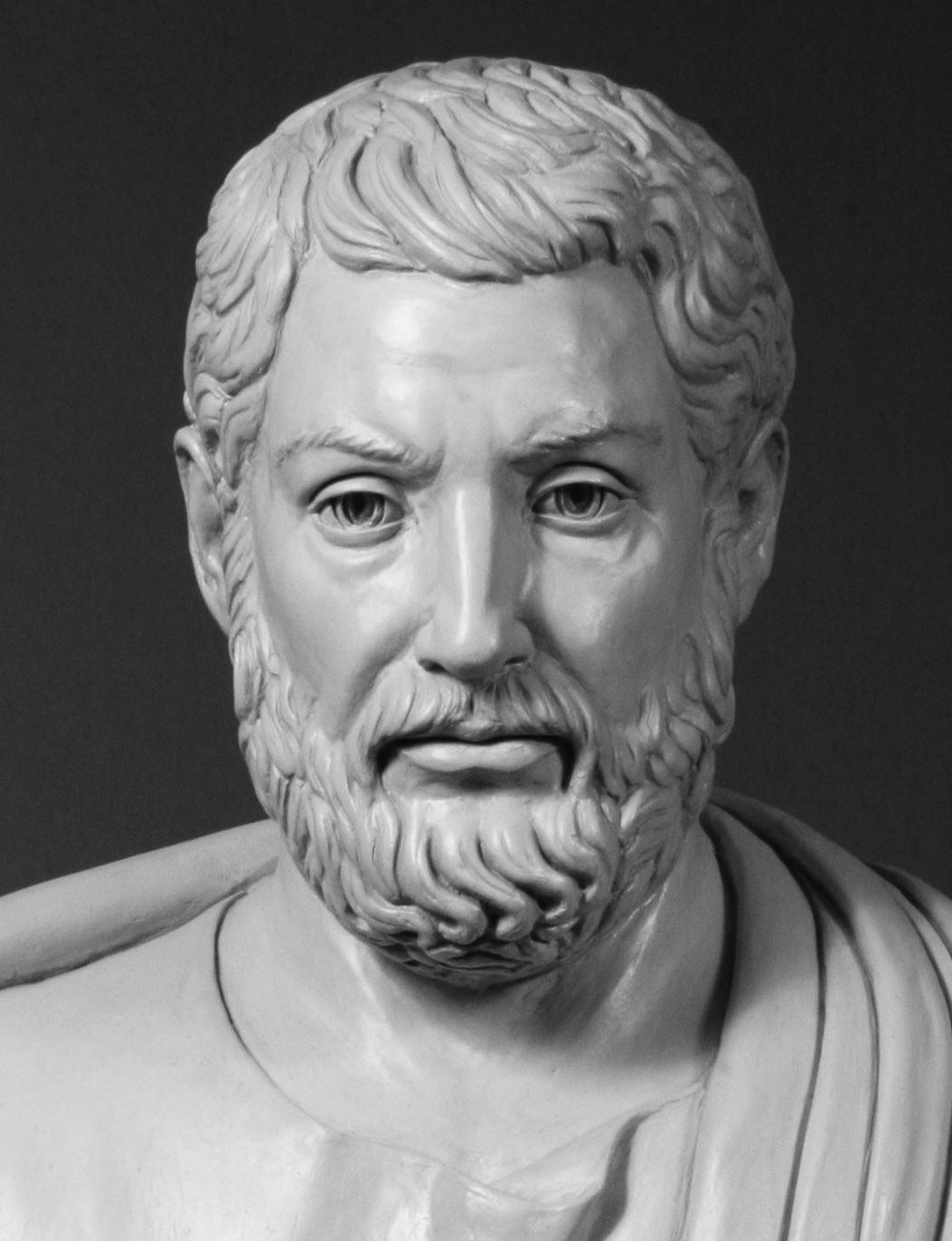

클레이스테네스(그리스어: Κλεισθένης)는 고대 아테나이의 민주 정치가이다. 아테나이의 명문가 알크메오니다이 가의 메가클레스와 시퀴온의 참주였던 클레이스테네스의 딸 아가리스테 사이에서 태어나 외조부의 이름을 따라 지었다. 또 그의 동생 힙포크라테스에게 어머니의 이름을 따라 아가리스테라는 딸이 있었고, 후에 그 딸은 아리프론의 아들 크산티포스와 결혼하여 페리클레스를 낳았다. 그는 참주가 나타나는 것을 막기 위해 해마다 한 번씩 시민의 자유에 해를 끼치는 사람을 가려내어, 도자기 조각에 그 이름을 써서 정해진 곳에 넣게 하였다. 그것이 6천 표에 이르렀을 때 그 사람을 나라 밖으로 쫓아내는 오스트라시즘(도편추방)이라는 제도를 만들어 실시하게 하였다. 또한 10부족제를 실시하여 500명으로 되는 평의회 제도 등을 만들어 민주 정치의 기초를 닦았다. 전 시민에게 참정권을 부여했으며, 행정구역을 10개 부족구역에서 10개 지역구역으로 개편했고, 솔론이 만들었던 400인회를 500인회로 바꾸었다. 500인회의 인원들은 지역별로 뽑혔으며, 이들은 민회에 제출할 법안 마련 및 최고 행정통제권을 지녔다. 또한 모든 시민에게 평등한 참정권을 부여했다.